# Lezuza
Lezuza er en by og kommune i det sydøstlige Spanien i provinsen Albacete. Den har et indbyggertal på 1.305 (2024) indbyggere.